# SoFi Stadium

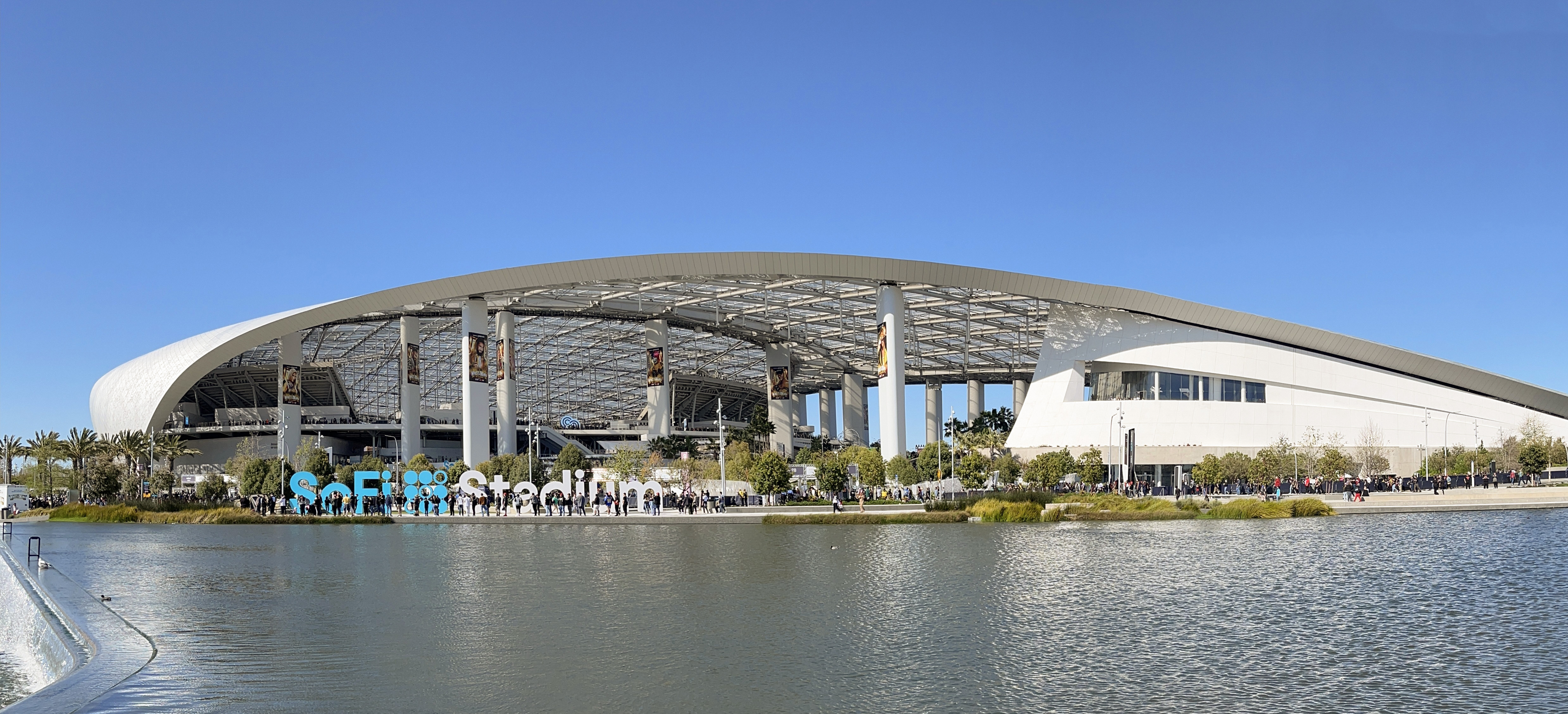
Visão externa do SoFi Stadium em 2023.

O SoFi Stadium (anteriormente Los Angeles Stadium at Hollywood Park, ou LASED) é um estádio de futebol americano na cidade de Inglewood, subúrbio de Los Angeles, no estado da Califórnia, na costa oeste dos Estados Unidos. Erguido sobre o antigo turfe Hollywood Park Racetrack, fica a aproximadamente 5 km do Aeroporto Internacional de Los Angeles e está localizado a sul do The Forum.
É a quarta instalação na região de Los Angeles a sediar mais de um time da mesma liga depois das: Crypto.com Arena, que foi a casa dos dois times locais na NBA, o Los Angeles Clippers e o Los Angeles Lakers; do Dignity Health Sports Park que, por um tempo, hospedou o Los Angeles Galaxy e hoje é sede do Chivas USA, ambos times da MLS; e do Dodger Stadium que foi casa tanto do Los Angeles Dodgers quanto do Los Angeles Angels de 1962 até 1965, jogando pela MLB. 

## História
A construção começou em 2016. Aberto em 2020, o estádio serve como casa para o Los Angeles Rams e Los Angeles Chargers, times da National Football League (NFL). Também foi a sede do Super Bowl LVI que foi ganho pelos Rams, em fevereiro de 2022, e da final do campeonato universitário de futebol americano, em janeiro de 2023. Durante os Jogos Olímpicos de Verão de 2028, o estádio deverá abrigar a cerimônia de abertura e a natação e nos Jogos Paralímpicos de Verão de 2028, recebe apenas a abertura. Tem capacidade para 70 240 pessoas, podendo ser expandido para 100 240. Durante as olimpíadas, o local adotou o nome Stadium Inglewood para atender as regras do COI em relação aos naming rights.
Em 13 de fevereiro de 2022, sediou o Super Bowl LVI.
Recebeu o evento de luta livre WrestleMania 39 em 1 e 2 de abril de 2023 e foi sede de duas partidas da Copa América de 2024. Em 2026 sediará partidas da Copa do Mundo FIFA.